# ضريح يعقوب شاه المهمندار
قبة وضريح يعقوب شاه المهمندار هي مقبرة أثرية تعود للأمير زين الدين يعقوب شاه المهمندار تم إنشائها عام 1495م اشتهرت هذه القبة لاشتمالها على حجر نقش عليه خبر معركة حربية انتصرت فيها الجيوش المصرية على الجيش العثماني أثناء حكم السلطان قايتباي.
ويعقوب شاه هذا ولد حوالي سنة 810هـ- 1407 بأرزنجان وتجول كثيراً حتى انتقل مع عمته إلى مصر سنة 833هـ- 1429، ثم تولى عدة مناصب رئيسية وألف كتباً في فن الحرب، وكان مشهوراً بالفروسية وقد أنشأ هذه القبة سنة 901هـ- 1495 تذكراً لانتصار الجيش.

## تضرر المبنى
تسببت أعمال الإنشاءات والتوسعات عام 2005 في منطقة قلعة صلاح الدين القاهرة القديمة في حدوث ضرر في على معالم هذه المنطقة، حيث نشرت تقارير إعلامية عن رئيس قطاع الآثار الإسلامية والذي طالب بوقف هذا الأعمال فوراً لما قد تمثله من ضرر بالغ على معالم واثار هذه المنطقة.

## يعقوب شاه المهمندار
زين الدين يعقوب شاه المهمندار قائد عسكري وكاتب، ولد حوالي سنة 810هـ - 1407م بأرزنجان وتجول كثيراً حتى انتقل مع عمته إلى مصر سنة 833هـ- 1429، ثم تولى عدة مناصب رئيسية وألف كتباً في فن الحرب، وكان مشهوراً بالفروسية.
قام بإنشاء القبة الشهيرة التي حملت أسمه (قبة يعقوب شاه المهمندار) سنة 901هـ- 1495 تذكراً لانتصار الجيش المصري على الجيش العثماني أثناء حكم السلطان قايتباي.

## صور

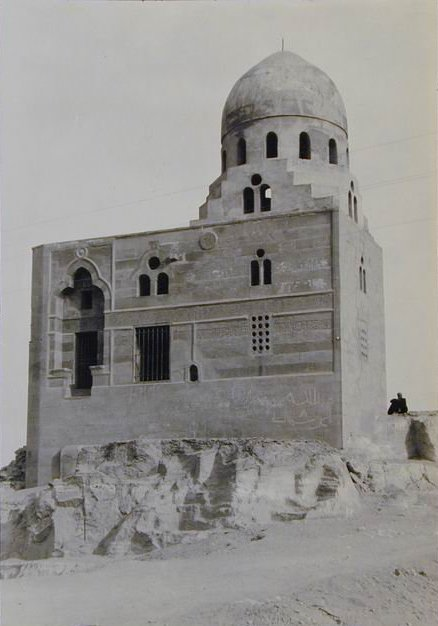
صورة للضريح عام 1929
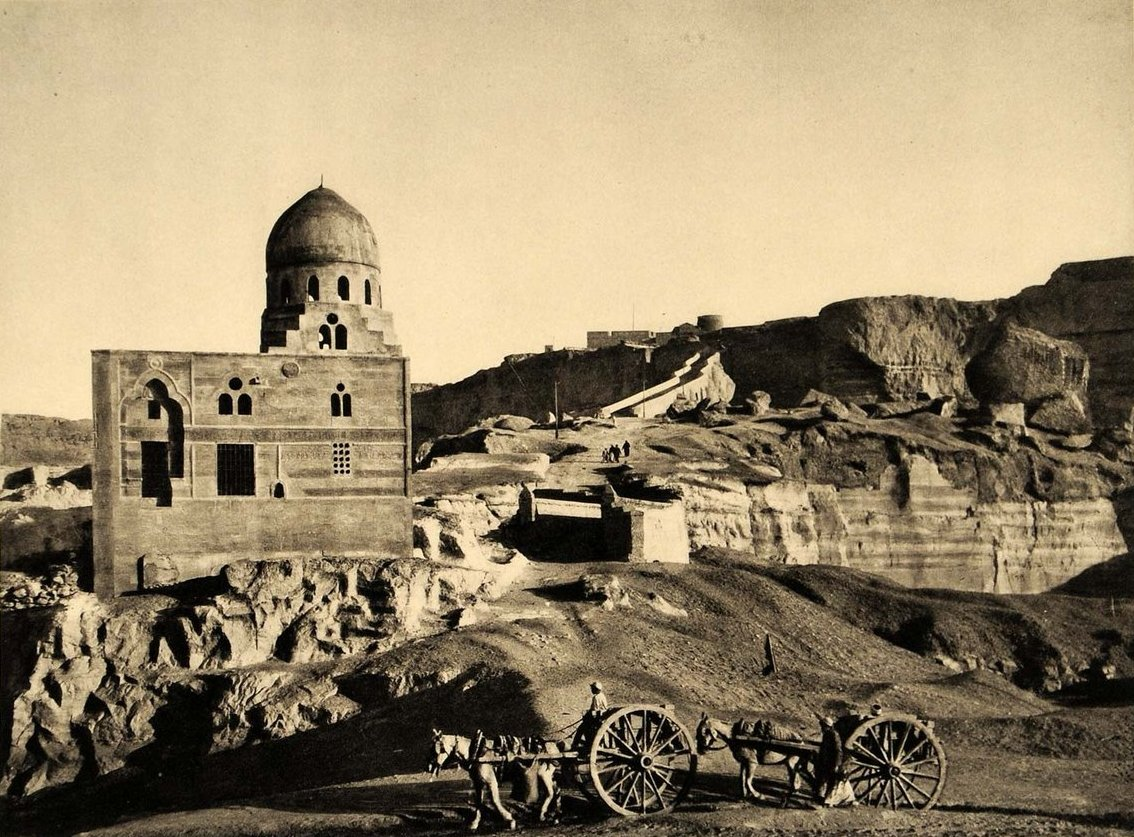
صورة للضريح عام 1929